# 縊鬼
縊鬼（いき、いつき、くびれおに）是中国传到日本的妖怪，是上吊自杀而死的鬼魂，古代认为上吊自杀死的人，因为有强烈的怨气，需要找到替代者来替死，才能脱身。
在《小豆棚》、《太平御覧》和《聊斋志异》里有记载。
在《子不语 卷一》记载清朝乌鲁木齐的虎峰书院里，有个犯罪的妇人吊死在窗框上书院的山长兼前巴县令看书时，有女人的两脚从窗户上垂下。《阅微草堂笔记 卷4》里记载在清代杭州有位姓蔡的书生买下没人敢居住的闹鬼屋子，但在夜里看书时，半夜有个穿红衣的女子，在梁上栓绳子並把头伸进去。

## 参看
- 日本妖怪列表
- 中国妖怪列表